# Бад-Ибург
Бад-Ибург (нем. Bad Iburg) — город в Германии, ганзейский город, расположен в земле Нижняя Саксония.
Входит в состав района Оснабрюк. Население составляет 11 560 человек (на 31 декабря 2010 года). Занимает площадь 36,44 км². Официальный код — 03 4 59 004.
Город подразделяется на 4 городских района.

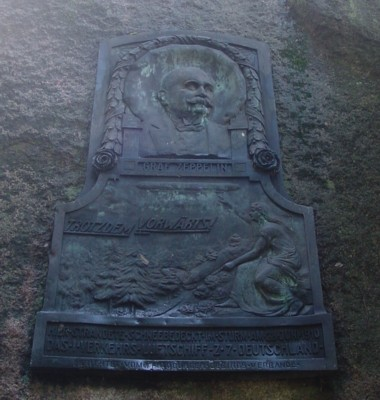
Бад-Ибург

| Год  | Население |
| ---- | --------- |
| 1990 | 10 161    |
| 1995 | 11 283    |
| 2000 | 11 727    |
| 2005 | 11 682    |
| 2010 | 11 519    |